# Hemibelideinae
Gli Emibelideini (Hemibelideinae Kirsch, Lapointe e Springer, 1997) sono una delle tre sottofamiglie in cui viene suddivisa la famiglia degli Pseudocheiridi. Comprende solamente due specie, suddivise in due generi.

## Descrizione
Il coda ad anello lemuroide (Hemibelideus lemuroides) si discosta maggiormente dalle altre specie di Pseudocheiridi; simile a un lemure, ha la coda ricoperta di folto pelo e presenta prime tracce di membrana per volare ai lati del corpo. Il petauro maggiore (Petauroides volans) ha una lunghezza testa-corpo di 30-48 cm, una coda di 45-47 cm e pesa 1-1,5 kg. Ha orecchie grandi e arrotondate, coperte di folto pelo lanoso, e una membrana anch'essa pelosa, allungata fra il gomito e il ginocchio. Il manto è lungo e lanoso; la coda è coperta di folto pelo tranne che nella parte terminale inferiore. Il colore è molto vario; si nutre soltanto di foglie e gemme di Eucalyptus.

## Tassonomia
- Genere Hemibelideus (1 specie)
- Genere Petauroides (1 specie)